# Syzyfowe prace (serial telewizyjny)
Syzyfowe prace – polski sześcioodcinkowy serial telewizyjny z 2000 roku. Serial jest telewizyjną wersją filmu Syzyfowe prace, zrealizowanego na podstawie powieści Stefana Żeromskiego pod tym samym tytułem.

## Treść
Akcja serialu toczy się w latach 1883 do 1893 na ziemiach polskich zaboru rosyjskiego. Główny bohater, Marcin Borowicz rozpoczyna swoją edukację w gimnazjum w Klerykowie (w serialu Kielce). Tam spotyka się z rusyfikacją, której początkowo nieświadomie ulega...

## Odcinki
Odcinek 1 - 1883
Zimą 1883 roku dziesięcioletni Marcin Borowicz zostaje oddany przez rodziców pod opiekę nauczyciela z wiejskiej szkoły, który ma go przygotować do gimnazjum. Wkrótce chłopiec przekonuje się, że jedyną metodą nauczania jest bicie. Do szkoły przyjeżdża na inspekcję carski urzędnik. Marcinek wraz ze swą przyjaciółką Józią obserwują wizytację ze strychu. Dzieci wykazują kompromitującą ignorancję, nauczycielowi grozi utrata posady. Sytuacja się zmienia, gdy wiejskie kobiety przychodzą na skargę, że nauczyciel każe ich dzieciom śpiewać „ruskie pieśni”. Rano Marcinka i Józię budzi wrzask bitych dzieci. To nauczyciel tak się „odwdzięcza” za donosy ich matek. Przerażony chłopiec ucieka. Zagubionego w puszczy odnajduje przyjaciel domu, Józef. Szczęśliwy Marcinek zostaje w domu
Odcinek 2 - 1884
Latem 1884 roku Marcin jedzie z matką i Józefem zdawać egzamin do kieleckiego gimnazjum. Pani Borowiczowa martwi się o Marcinka. Stary Żyd, kupiec zbożowy, radzi pani dziedziczce posłać syna na korepetycje do nauczyciela Majewskiego. Po trzech lekcjach Marcin przystępuje do egzaminu i bez kłopotu zdaje do klasy wstępnej gimnazjum, jak wszyscy uczniowie prof. Majewskiego. Marcin z trudem przystosowuje się do życia w szkole. Któregoś dnia Borowicz trafia po lekcjach do kozy za awanturę z dyżurnym i mówienie w szkole po polsku. Gdy spóźniony dociera na szkolną mszę, słyszy w kościele śpiew „Boże, coś Polskę”. Z ukrycia obserwuje ostrą wymianę zdań pomiędzy staruszkiem księdzem a nauczycielem Majewskim, który z upoważnienia dyrekcji domaga się, żeby młodzież śpiewała wyłącznie po rosyjsku.
Odcinek 3 - 1885-1889
Po świętach Bożego Narodzenia spędzonych w domu, Marcin wraca do Kielc. Omal nie zostaje wyrzucony z gimnazjum za strzelanie ze starego pistoletu. Po ciężkiej chorobie umiera matka Marcina. Mijają lata. Gdy w piątą rocznicę śmierci matki Marcin przyjeżdża do domu, wstrząsa nim widok postarzałego ojca. Wracając po wakacjach do szkoły, Marcin spotyka wiejskiego chłopaka, Jędrka Radka, który jest w drodze do Kielc. Przypadek powoduje, że Jędrek dostaje pracę korepetytora w zamożnym domu. W gimnazjum pojawia się nowy inspektor, który wciąga Marcina do współpracy przy propagowaniu idei panslawizmu, który jest ukrytą formą rusyfikacji. Marcin zakłada „kółko naukowe” i wygłasza referat.
Odcinek 4 - 1890
Jest rok 1891, coraz silniejsza rusyfikacja. Koledzy potępiają Marcina za jego panslawistyczną działalność. Radek, który jest w niższej klasie staje się przedmiotem drwin kolegów. Dochodzi do bójki i Radek zostaje usunięty z kolegium. Dzięki przyjaźni z inspektorem Marcinowi udaje się uratować Radka. Po powrocie z wakacji, które, jak zwykle spędził w domu, Marcin zostaje zaproszony przez kolegów na tajne zebranie. Nazywają go Wallenrodem doceniając to co zrobił dla Radka. Marcin zaczyna rozumieć grozę carskiej okupacji. Sytuację komplikuje to, że zakochuje się w pięknej Birucie, córce rosyjskiego oficera.
Odcinek 5 - 1892
Marcin uczestniczy w tajnych zebraniach. Jest świadkiem odjazdu konwoju na Syberię. W gimnazjum jest bunt po wychłostaniu jednego z uczniów, który zaprotestował przeciw bluźnierczemu wykładowi jednego z rosyjskich nauczycieli. Zakochany Marcin zostaje napadnięty przez zbirów nasłanych przez ojca Biruty. Ratuje go Radek i chłopcy zaprzyjaźniają się. Marcin przypadkiem uczestniczy w tajnej mszy żałobnej za zmarłych na Syberii. Jednym z nich jest stryj Marcina. W kościele jest ojciec Marcina i Józef. Marcin jest oburzony, że nikt go na mszę nie zaprosił. Po wakacjach koledzy żegnają w starym młynie wyrzuconych z gimnazjum inicjatorów buntu. Do klasy Marcina przychodzi nowy uczeń. Na lekcji recytuje z przejęciem „Redutę Ordona” - oczywiście po polsku...
Odcinek 6 - 1893
Jest rok 1893. Pod starym młynem, w którym odbywają się tajne zebrania, Marcin spotyka nauczyciela Majewskiego. Chłopcy domyślają się, że wśród nich musi być szpieg i wykrywają go. Szantażowany przez inspektora donosiciel usiłuje popełnić samobójstwo. Na drugi dzień w gimnazjum jest bunt milczenia. Władze uczelni nie wyciągają z tego powodu żadnych konsekwencji. Zakochany Marcin dowiaduje się, że Biruta z rodziną wyjechali w głąb Rosji. Chłopak jest zrozpaczony. Zimą Marcin spotyka Birutę w starym parku.

## Obsada
- Łukasz Garlicki – Marcin Borowicz
- Marcin Wołek – mały Marcin Borowicz
- Bartłomiej Kasprzykowski – Andrzej Radek
- Franciszek Pieczka – Józef, służący Borowiczów
- Joanna Szczepkowska – matka Marcina
- Andrzej Wichrowski – ojciec Marcina
- Alicja Bachleda-Curuś – Anna „Biruta” Stogowska
- Piotr Rzymyszkiewicz – Asystent
- Zofia Kucówna – „Przepiórzyca”, właścicielka stancji
- Ewa Wichrowska – matka Waleckiego
- Jakub Papuga – Pieprzojad
- Tomasz Piątkowski – Bernard Zygier
- Marcin Przybylski – Tadeusz Walecki
- Andriej Dawidow – inspektor Zabielski
- Walentin Gołubienko – dyrektor gimnazjum
- Andrzej Kozak – profesor Sztetter
- Gustaw Lutkiewicz – profesor Nogacki
- Krzysztof Wakuliński – profesor Majewski
- Sebastian Domagała – Daleszowski
- Michał Staszczak – Szwarc
- Jakub Przebindowski – Spinoza
- Piotr Bujno – Belfegor
- Jerzy Bińczycki – ksiądz Wargulski
- Bogusław Sochnacki – woźny
- Wiesława Grochowska – służąca
- Artur Łodyga – Michalski
- Przemysław Sadowski – asystent
- Paweł Chabasiński[1]- Michcik
- Piotr Uszyński – Uczeń
- Andrzej Jurczak – ojciec ucznia
- Ryszard Chlebuś – ojciec ucznia
- Michał Szewczyk – nauczyciel